# Wereldkampioenschap voetbal 2006 (Groep B) Zweden - Paraguay
Deze pagina is een subpagina van het artikel Wereldkampioenschap voetbal 2006. Hierin wordt de wedstrijd in de groepsfase in groep A tussen Zweden en Paraguay gespeeld op 15 juni 2006 nader uitgelicht.

## Nieuws voorafgaand aan de wedstrijd
- 10 juni - Al na 8 minuten in de match tegen Engeland moest de Paraguayaanse doelman Justo Villar het veld verlaten omwille van een kuitblessure. Hij zal 2 weken rust nodig hebben en zal zeker niet meer spelen in de resterende groepswedstrijden van Paraguay.
- 12 juni - De Zweedse pers meldde dat er na het gelijkspel tegen Trinidad en Tobago een serieuze ruzie was ontstaan in de Zweedse kleedkamers. Aanvaller Fredrik Ljungberg was erg ontevreden over de lange ballen van de verdediging.

## Wedstrijdgegevens
| Datum                | 15 juni 2006              | 15 juni 2006              |
| Stadion              | Olympiastadion, Berlijn   | Olympiastadion, Berlijn   |
| Toeschouwers         | 72.000                    | 72.000                    |
| Scheidsrechter       | Ľuboš Micheľ              | Ľuboš Micheľ              |
| Assistenten          | Roman Slysko Martin Balko | Roman Slysko Martin Balko |
| Vierde man           | Jerome Damon              | Jerome Damon              |
| Man van de wedstrijd | Fredrik Ljungberg         | Fredrik Ljungberg         |
|                      | Zweden                    | Paraguay                  |
| Doelpunten           | 1                         | 0                         |
| Gele kaarten         | 3                         | 5                         |
| Rode kaarten         | 0                         | 0                         |
| Wissels              | 3                         | 3                         |
| Schoten op doel      | 10                        | 3                         |
| Schoten naast doel   | 7                         | 13                        |
| Overtredingen        | 19                        | 15                        |
| Hoekschoppen         | 6                         | 3                         |
| Buitenspel           | 3                         | 1                         |
| Strafschoppen        | 0                         | 0                         |
| Balbezit (tijd)      | 00'00"                    | 00'00"                    |
| Balbezit (%)         | 57%                       | 43%                       |

| Zweden | 1 – 0           | Paraguay |
| Fredrik Ljungberg 89' | goals (assists) | |
| Lars Lagerbäck | bondscoach      | Aníbal Ruiz |
| |                 | |
| Andreas Isaksson Olof Mellberg Teddy Lučić Erik Edman Tobias Linderoth Niclas Alexandersson Fredrik Ljungberg Christian Wilhelmsson 68' Kim Källström 86' Zlatan Ibrahimović 46' Henrik Larsson | opstellingen    | Aldo Bobadilla Denis Caniza Julio César Cáceres Carlos Gamarra Jorge Núñez 81' Carlos Bonet Roberto Acuña Carlos Paredes 62' Cristian Riveros 65' Roque Santa Cruz Nelson Valdez |
| Marcus Allbäck 46' Mattias Jonson 68' Johan Elmander 86' | wissels         | 62' Julio dos Santos 65' Dante López 81' Édgar Barreto |
| Tobias Linderoth 14' Teddy Lučić 48' Marcus Allbäck 60' | gele kaarten    | 3' Denis Caniza 51' Roberto Acuña 54' Jorge Núñez 74' Carlos Paredes 85' Edgar Barreto                                                                                           |
| | rode kaarten    | |

## Overzicht van wedstrijden
| Groepswedstrijden | | | |
| Groep A | Groep B | Groep C | Groep D |
| Duitsland - Costa Rica Polen - Ecuador Duitsland - Polen Ecuador - Costa Rica Ecuador - Duitsland Costa Rica - Polen             | Engeland - Paraguay Trinidad en Tobago - Zweden Engeland - Trinidad en Tobago Zweden - Paraguay Zweden - Engeland Paraguay - Trinidad en Tobago | Argentinië - Ivoorkust Servië en Montenegro - Nederland Argentinië - Servië en Montenegro Nederland - Ivoorkust Nederland - Argentinië Ivoorkust - Servië en Montenegro | Mexico - Iran Angola - Portugal Mexico - Angola Portugal - Iran Portugal - Mexico Iran - Angola                               |
| Groep E | Groep F | Groep G | Groep H |
| Italië - Ghana Verenigde Staten - Tsjechië Italië - Verenigde Staten Tsjechië - Ghana Tsjechië - Italië Ghana - Verenigde Staten | Australië - Japan Brazilië - Kroatië Brazilië - Australië Japan - Kroatië Japan - Brazilië Kroatië - Australië                                  | Frankrijk - Zwitserland Zuid-Korea - Togo Frankrijk - Zuid-Korea Togo - Zwitserland Togo - Frankrijk Zwitserland - Zuid-Korea                                           | Spanje - Oekraïne Tunesië - Saoedi-Arabië Spanje - Tunesië Saoedi-Arabië - Oekraïne Saoedi-Arabië - Spanje Oekraïne - Tunesië |
| Achtste finales | | | |
| Duitsland - Zweden Argentinië - Mexico                                                                                           | Italië - Australië Zwitserland - Oekraïne | Engeland - Ecuador Portugal - Nederland | Brazilië - Ghana Spanje - Frankrijk                                                                                           |
| Kwartfinales | | | |
| Duitsland - Argentinië | Italië - Oekraïne | Engeland - Portugal | Brazilië - Frankrijk |
| Halve finales | | | |
| Duitsland - Italië | Duitsland - Italië | Portugal - Frankrijk | Portugal - Frankrijk |
| Troostfinale | | | |
| Duitsland - Portugal | | | |
| Finale | | | |
| Italië - Frankrijk | | | |